# Alberto Bonsignori
Pour les articles homonymes, voir Famille Bonsignori et Bonsignori.
 (août 2025).
Si vous disposez d'ouvrages ou d'articles de référence ou si vous connaissez des sites web de qualité traitant du thème abordé ici, merci de compléter l'article en donnant les références utiles à sa vérifiabilité et en les liant à la section « Notes et références ».
Alberto Bonsignori, ou Alberto Monsignori (Vérone, ...-...) est un peintre italien, le père de Francesco, de  Girolamo et Cherubino Bonsignori peintres véronais.
et à l'origine de la famille d'artistes italiens des Bonsignori.